# Биндуа
Биндуа (итал. Bindua) је насеље у Италији у округу Карбонија-Иглесијас, региону Сардинија.
Према процени из 2011. у насељу је живело 418 становника. Насеље се налази на надморској висини од 92 м.